# Lago Monti
Der Lago Monti ist ein permanent zugefrorener, 110 m langer und 100 m breiter See an der Scott-Küste des ostantarktischen Viktorialands. Er liegt 1 km nordöstlich des Mount Gerlache im Hinterland der Terra Nova Bay.
Italienische Wissenschaftler benannten ihn 1997 nach der italienischen Zoologin und Limnologin Rina Monti (1871–1937).